# Contramedida
Um Lockheed C-130 Hercules 
da USAF lançando vários flares.
Contramedidas são sistemas (normalmente para aplicação militar) utilizados para evitar que armas com sensores activos (mísseis ou torpedos) consigam detectar, adquirir ou destruir um alvo. 
As contramedidas que alterem a assinatura electromagnética ou acústica de um alvo, ou seja, que alterem o comportamento de detecção e seguimento de uma ameaça em aproximação (ex: míssil guiado) são designadas como medidas softkill. Alguns exemplos são:
- Chaff;
- Flares;
- Empastelamento (ou jamming);
- Roncadores acústicos.

As contramedidas ativas que atacam a ameaça em aproximação, destruindo-a ou alterando-a de tal forma que a impeçam de cumprir o objetivo, são designadas como medidas hardkill, envolvendo a utilização de sistemas de armas. Alguns exemplos são:
- CIWS (Close-In Weapon System) — sistemas de defesa próxima;
- PDMS (Point Defense Missile System) — sistemas de defesa própria anti-míssil.